# Bossugan
Bossugan is een gemeente in het Franse departement Gironde (regio Nouvelle-Aquitaine) en telt 47 inwoners (2009). De plaats maakt deel uit van het arrondissement Libourne.

## Geografie
De oppervlakte van Bossugan bedraagt 2,4 km², de bevolkingsdichtheid is dus 19,6 inwoners per km².
De onderstaande kaart toont de ligging van Bossugan met de belangrijkste infrastructuur en aangrenzende gemeenten.

## Demografie
Onderstaande figuur toont het verloop van het inwonertal (bron: INSEE-tellingen).